# Hazmat Modine

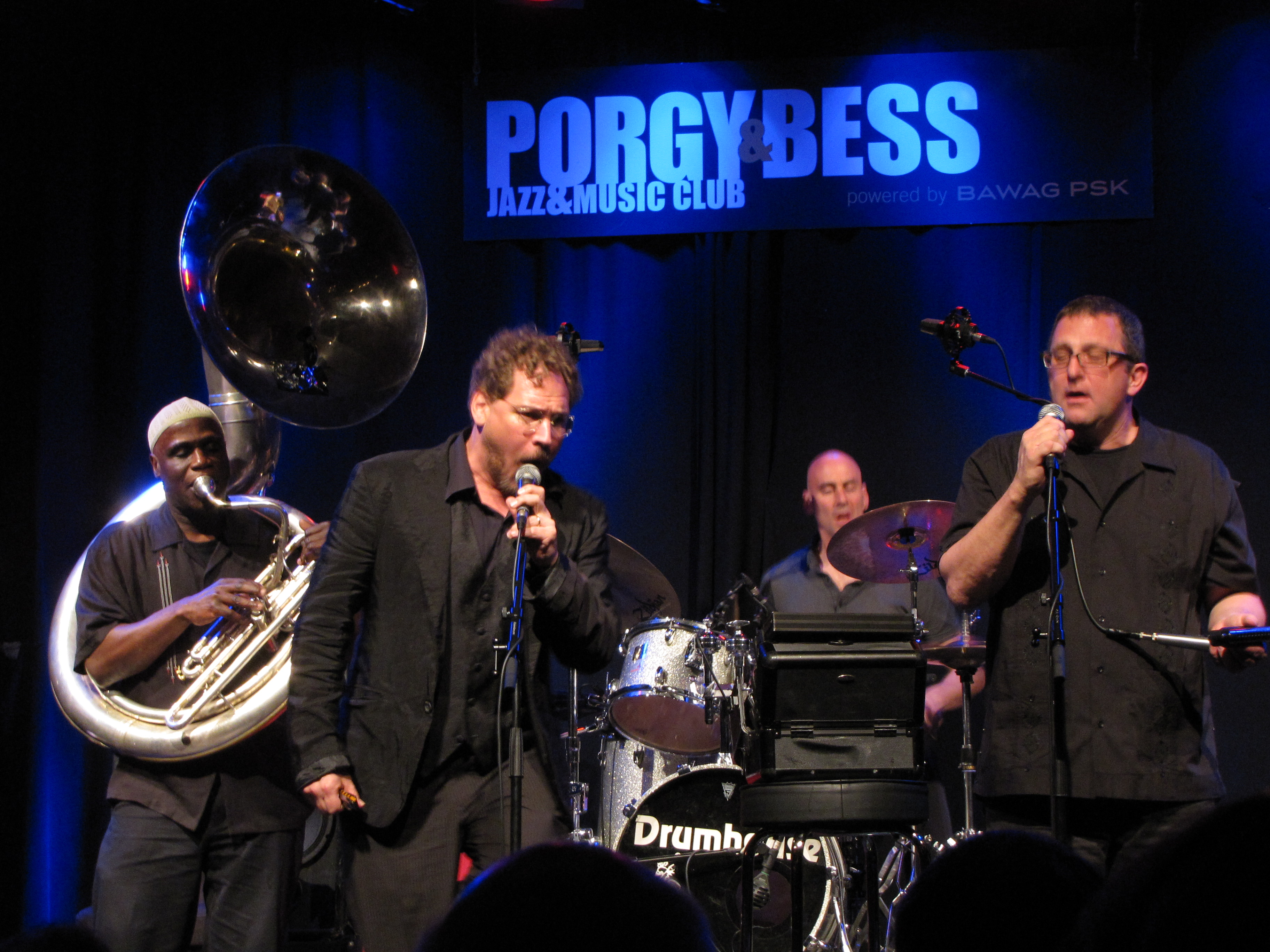
Hazmat Modine live in Wien, 2010

Hazmat Modine ist eine US-amerikanische Blues- und Rootsmusik-Band aus New York, die 1998 von Wade Schuman und Randy Weinstein gegründet wurde und seit 2006 größere Bekanntheit erlangte.
Durch die Verbindung verschiedener Musikstile wie Blues, Rocksteady, Calypso und Klezmer und zahlreiche Live-Auftritte in Nordamerika, Europa und Asien hat die Band sich einen Namen im Weltmusik-Genre gemacht.
Der Name der Band setzt sich aus „Hazmat“, einem im Englischen gebräuchlichen Kofferwort für hazardous material, also Gefahrgut, und dem Namen „Modine“ zusammen, einem Verweis auf die auch als Modine bekannten, meist gewerblich genutzten Heizlüfter des Klimageräteherstellers Modine Manufacturing Company. Schuman empfand diesen Bezug als passend, da die Blasinstrumente seiner Band „eine Menge heißer Luft“ produzieren würden.

## Geschichte
Bandgründer und Leadsänger Wade Schuman (* 1962) gilt als hervorragender Mundharmonikaspieler und hat als Sessionmusiker auf Joan Osbornes vierfach Grammy-nominierten Album Relish von 1995 und zuletzt auf dem mit dem Grammy 2010 ausgezeichneten Album High, Wide and Handsome von Loudon Wainwright III mitgewirkt.
Nach seinem Umzug von Michigan nach New York Ende der 1990er Jahre begann der Kunstdozent der New York Academy of Art und preisgekrönte Maler mit der Zusammenstellung einer Band zur Umsetzung seiner eigenen musikalischen Ideen. In Randy Weinstein, dem langjährigen zweiten Mundharmonikaspieler der Band, fand er bald einen Mitstreiter. Sie bauten Hazmat Modine zu einer Band aus, die aus einem festen Kern von acht bis neun Mitgliedern besteht, wobei regelmäßig verschiedene Gastmusiker und manchmal ehemalige Bandmitglieder mitwirken. Die Band setzt sich aus erfahrenen Studio- und Livemusikern verschiedener Musikgenres zusammen. So spielt an der Tuba beispielsweise der renommierte Jazz-Musiker Joe Daley. Häufiger Gast auf Konzerttourneen ist Rachelle Garniez am Akkordeon und an der Claviola.
Das Zusammenspiel und die Call-and-Response-Passagen der beiden Mundharmonika-Spieler Wade Schuman und Bill Barrett (bzw. Randy Weinstein auf der ersten CD der Band) waren ein wiederkehrendes Merkmal in den Songs der Band. Außerdem werden zahlreiche weitere Blasinstrumente eingesetzt, wie Tuba, Trompete, Saxophon, Sarrusophon und auch exotischere Instrumente wie Sheng oder Claviola. Diese werden in der Regel von Schlagzeug, Perkussion und verschiedenen Gitarren (Akustische und E-Gitarre, Hawaii-Gitarre, Banjitar) begleitet.
Im Jahr 2006 (in Europa erst 2007) erschien das Debütalbum Bahamut, dessen Material in den Jahren 2003 bis 2005 aufgenommen worden war und das bis auf Platz 12 der Kategorie Top Blues Albums der Billboard-Charts vordringen konnte. Der Name des Albums verweist dabei auf die Gestalt des Fisches Bahamut aus der arabischen Mythologie, der in grundlosen Gewässern schwimmend, angeblich die ganze Welt auf seinen Schultern trägt.
Kritiker bescheinigen der Band große Originalität im Hinblick auf die Mischung verschiedener Musikstile. Während in manchen Momenten der Blues der 20er und 30er Jahre durchklänge, hätte man in anderen Momenten den Eindruck, einer osteuropäischen Brass-Band zuzuhören. Bei drei Tracks auf Bahamut wirken außerdem die befreundeten Sänger der tuwinischen Band Huun-Huur-Tu mit, die für ihren charakteristischen Obertongesang bekannt sind. Schuman erklärte in einem Interview, dass sich in der Musik seiner Band die vielfältigen Einflüsse des „Schmelztiegels New York“ spiegeln würden. Er selbst sei stark von früher Bluesmusik beeinflusst worden, habe sich jedoch auch stark mit rumänischer Volksmusik beschäftigt. Die anderen Bandmitglieder würden dagegen auch kubanische, jamaikanische oder Jazz- und Klezmer-Einflüsse in die Band einbringen.
2009 verließ Mitgründer Randy Weinstein, der in den 90er Jahren auf verschiedenen Platten der Jazzsängerin Karrin Allyson mitgewirkt hatte und Co-Autor des Buches Complete Idiot's Guide to Playing the Harmonica ist, die Band, um ein eigenes Jazz-Projekt, die Randy Weinstein Group, zu gründen. Er wurde durch Bill Barrett abgelöst.

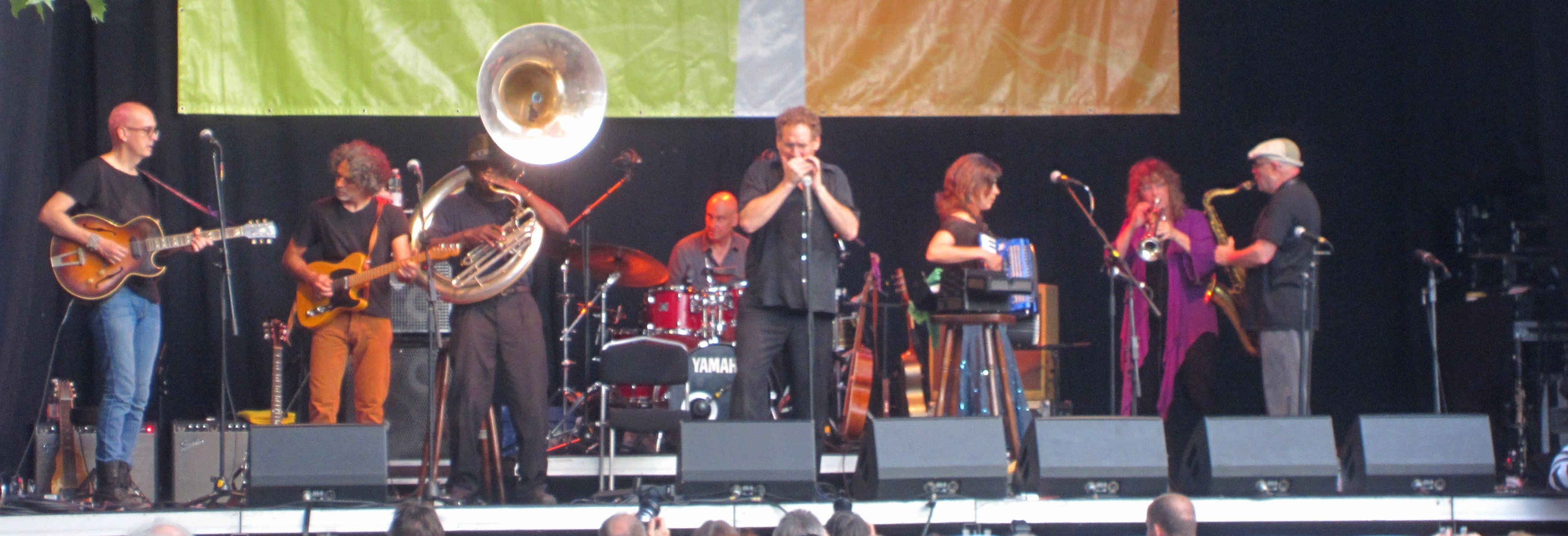
Hazmat Modine 2013

Die Band kann inzwischen auf Live-Auftritte in mehr als 20 Ländern zurückblicken, so z. B. auf der WOMEX 2007 in Sevilla, dem Stockholm Jazz Festival 2009 und den Jazzfesten in Berlin und Wien. Im Frühling 2019 fand die bereits 22-ste Europa-Tournee seit 2007 statt. Das zweite Album namens Cicada – mit Gastbeiträgen von Natalie Merchant, dem Kronos Quartet und der Gangbé Brass Band aus Benin – wurde im April 2011 veröffentlicht.
Das 2015 veröffentlichte Album Extra-Deluxe-Supreme wurde wieder mit Unterstützung tuwinischer Musiker eingespielt. Dieses Mal war es das Alash Ensemble unter der Leitung von Sean Quirk.

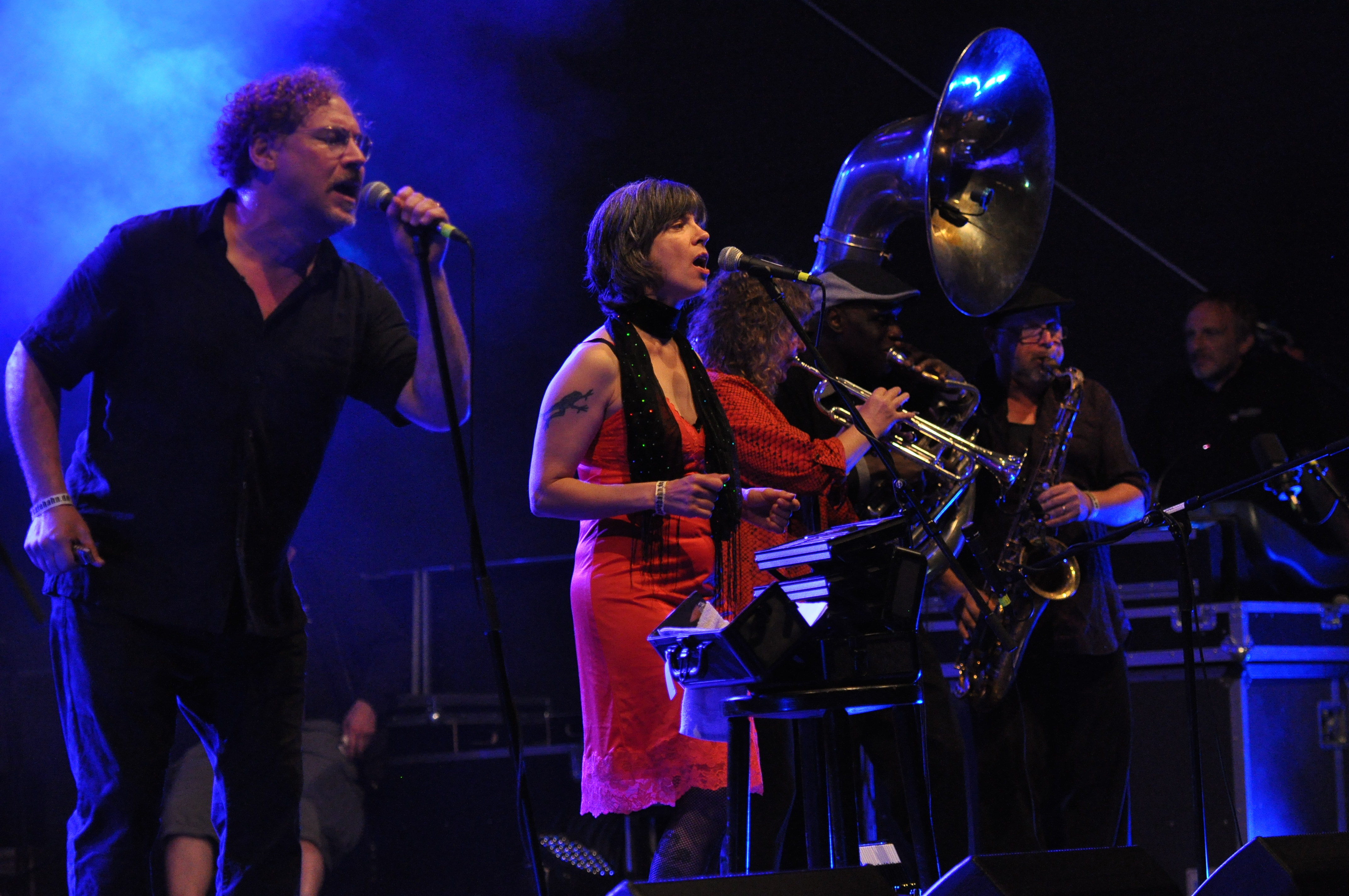
Hazmat Modine mit Rachelle Garniez (Mitte) 2014 beim Weltmusikfestival Horizonte

Das vierte Studioalbum Box of Breath kam Mitte Mai 2019 heraus. Es enthält zwölf eigene Songs von Wade Schuman und Erik Della Penna. Die entsprechende Europa-Tour begann in Kiev und endete in Bremen. Auf sieben der zwölf Tracks spielt neben der Stammbesetzung der Afrikaner Balla Kouyaté aus Mali das Balafon und auf neun Tim Keiper das Schlagzeug. Auf je einem Stück des Albums spielt der Gitarrist und Instrumentenbauer Mark Stewart aus Brooklyn das Daxophon sowie Benjamin Darvill aka Son of Dave als Beatboxer und Instrumentalist.

## Diskografie
- 2006: Bahamut (Barbès Records / Jaro)
- 2011: Cicada (Barbès Records / Jaro)
- 2014: Live (Jaro)
- 2015: Extra-Deluxe-Supreme (Barbès Records / Jaro) – Preis der deutschen Schallplattenkritik-Longlist zur Bestenliste 1/2016[11]
- 2019: Box of Breath (Jaro)
- 2023: Bonfire (Jaro)